# Sankt Georgen an der Gusen
Sankt Georgen an der Gusen é um município da Áustria localizado no distrito de Perg, no estado de Alta Áustria.